# Stoicănești (okręg Aluta)
Stoicănești – wieś w Rumunii, w okręgu Aluta, w gminie Stoicănești. W 2011 roku liczyła 2638 mieszkańców.